# Estación de Saint-Léonard
La estación de Saint-Léonard es la principal estación ferroviaria de la comuna suiza de Saint-Léonard, en el Cantón del Valais.

## Historia y situación
La estación de Saint-Léonard fue inaugurada en el año 1868 con la puesta en servicio del tramo Sion - Sierre/Siders, que en años posteriores llegaría hasta Brig, y que pertenece a la línea Lausana - Brig, más conocida como la línea del Simplon.
Se encuentra ubicada en el centro del núcleo urbano de Saint-Léonard. Cuenta con dos andenes laterales a los que acceden dos vías pasantes. Además, hay una derivación para dar servicio a una industria en el oeste de la estación y una vía muerta al este de esta.
En términos ferroviarios, la estación se sitúa en la línea Lausana - Brig. Sus dependencias ferroviarias colaterales son la estación de Sion hacia Lausana, y la estación de Sierre/Siders en dirección Brig.

## Servicios ferroviarios
Los servicios ferroviarios de esta estación están prestados por SBB-CFF-FFS y por RegionAlps, empresa participada por los SBB-CFF-FFS y que opera servicios de trenes regionales en el Cantón del Valais:

### Regional
- R Saint-Gingolph - Monthey - San Mauricio - Sion - Brig. Efectúa parada en todas las estaciones y apeaderos del trayecto. Algunos trenes sólo realizan el trayecto Monthey - Brig. Operado por RegionAlps.